# Songs of Faith and Devotion
Songs of Faith and Devotion är Depeche Modes åttonde studioalbum, utgivet den 22 mars 1993. Albumet toppade både Englandslistan och Billboardlistan.
Det är delvis inspirerat av gospel, och det innehåller många funderingar kring bibeln, och religiös tro.

## Låtförteckning
1. "I Feel You" (4:35)
2. "Walking in My Shoes" (5:35)
3. "Condemnation" (3:20)
4. "Mercy In You" (4:17)
5. "Judas" (5:14)
6. "In Your Room" (6:26)
7. "Get Right With Me" (3:32)
8. "Rush" (4:37)
9. "One Caress" (3:30)
10. "Higher Love" (5:56)